# Pays dignois
 (juillet 2025).
Motif : Sans sources, structure sans fiscalité propre de moins de 50000 habitants.
- Archive Wikiwix
- Bing
- Cairn
- DuckDuckGo
- E. Universalis
- Gallica
- Google
- G. Books
- G. News
- G. Scholar
- Persée
- Qwant
- (zh) Baidu
- (ru) Yandex
- (wd) trouver des œuvres sur Wikidata

| 1. | Préciser le motif de la pose du bandeau. | Précisez le motif de la pose du bandeau en utilisant la syntaxe suivante : {{admissibilité à vérifier\|date=juillet 2025\|motif=remplacez ce texte par le motif}}                 |
| 2. | Informer les utilisateurs concernés.     | Pensez à avertir le créateur de l'article, par exemple, en insérant le code ci-dessous sur sa page de discussion : {{subst:avertissement admissibilité à vérifier\|Pays dignois}} |

Le Pays dignois est une intercommunalité de loi Voynet, regroupant 38 communes des Alpes-de-Haute-Provence. 
Elle est vouée à disparaitre le 1er janvier 2017 à la suite d'une nouvelle organisation territoriale. Les quatre communautés de communes du Pays vont fusionner avec une cinquième communauté de communauté de communes, pour devenir la communauté d'agglomération Provence-Alpes.

## Composition

### Les communautés de communes
Ce pays regroupe en une seule intercommunalité (communauté d'agglomération Provence-Alpes) les quatre communautés de communes suivantes :
- Communauté de communes Asse Bléone Verdon ;
- Communauté de communes de Duyes et Bléone ;
- Communauté de communes de Haute Bléone ;
- Communauté de communes du Pays de Seyne.

### Les communes
| Nom                      | Code Insee | Intercommunalité                | Superficie (km2) | Population (dernière pop. légale) | Densité (hab./km2) |
| ------------------------ | ---------- | ------------------------------- | ---------------- | --------------------------------- | ------------------ |
| Digne-les-Bains (siège)  | 04070      | CA Provence-Alpes Agglomération | 117,07           | 16 304 (2014)                     | 139                |
| Aiglun                   | 04001      | CA Provence-Alpes Agglomération | 14,89            | 1 356 (2014)                      | 91                 |
| Archail                  | 04009      | CA Provence-Alpes Agglomération | 12,99            | 18 (2014)                         | 1,4                |
| Auzet                    | 04017      | CA Provence-Alpes Agglomération | 34,53            | 96 (2014)                         | 2,8                |
| Barles                   | 04020      | CA Provence-Alpes Agglomération | 59,05            | 142 (2014)                        | 2,4                |
| Barras                   | 04021      | CA Provence-Alpes Agglomération | 20,80            | 136 (2014)                        | 6,5                |
| Beaujeu                  | 04024      | CA Provence-Alpes Agglomération | 45,68            | 141 (2014)                        | 3,1                |
| Beynes                   | 04028      | CA Provence-Alpes Agglomération | 41,24            | 123 (2014)                        | 3                  |
| Bras-d'Asse              | 04031      | CA Provence-Alpes Agglomération | 26,10            | 574 (2014)                        | 22                 |
| Le Brusquet              | 04036      | CA Provence-Alpes Agglomération | 22,25            | 965 (2014)                        | 43                 |
| Le Castellard-Mélan      | 04040      | CA Provence-Alpes Agglomération | 25,74            | 65 (2013)                         | 2,5                |
| Le Chaffaut-Saint-Jurson | 04046      | CA Provence-Alpes Agglomération | 36,20            | 707 (2014)                        | 20                 |
| Champtercier             | 04047      | CA Provence-Alpes Agglomération | 18,31            | 766 (2014)                        | 42                 |
| Châteauredon             | 04054      | CA Provence-Alpes Agglomération | 10,53            | 73 (2014)                         | 6,9                |
| Draix                    | 04072      | CA Provence-Alpes Agglomération | 23,04            | 108 (2014)                        | 4,7                |
| Entrages                 | 04074      | CA Provence-Alpes Agglomération | 22,61            | 110 (2014)                        | 4,9                |
| Estoublon                | 04084      | CA Provence-Alpes Agglomération | 33,85            | 481 (2014)                        | 14                 |
| Hautes-Duyes             | 04177      | CA Provence-Alpes Agglomération | 22,84            | 42 (2014)                         | 1,8                |
| La Javie                 | 04097      | CA Provence-Alpes Agglomération | 37,27            | 392 (2014)                        | 11                 |
| Majastres                | 04107      | CA Provence-Alpes Agglomération | 29,85            | 3 (2014)                          | 0,1                |
| Mallemoisson             | 04110      | CA Provence-Alpes Agglomération | 6,04             | 1 029 (2014)                      | 170                |
| Marcoux                  | 04113      | CA Provence-Alpes Agglomération | 32,17            | 517 (2014)                        | 16                 |
| Mézel                    | 04121      | CA Provence-Alpes Agglomération | 21,36            | 678 (2014)                        | 32                 |
| Montclar                 | 04126      | CA Provence-Alpes Agglomération | 23,38            | 427 (2014)                        | 18                 |
| Moustiers-Sainte-Marie   | 04135      | CA Provence-Alpes Agglomération | 87,97            | 686 (2014)                        | 7,8                |
| Mirabeau                 | 04122      | CA Provence-Alpes Agglomération | 18,22            | 501 (2014)                        | 27                 |
| Prads-Haute-Bléone       | 04155      | CA Provence-Alpes Agglomération | 165,64           | 187 (2014)                        | 1,1                |
| La Robine-sur-Galabre    | 04167      | CA Provence-Alpes Agglomération | 45,91            | 303 (2014)                        | 6,6                |
| Saint-Jeannet            | 04181      | CA Provence-Alpes Agglomération | 21,14            | 63 (2014)                         | 3                  |
| Saint-Julien-d'Asse      | 04182      | CA Provence-Alpes Agglomération | 25,60            | 187 (2014)                        | 7,3                |
| Saint-Jurs               | 04184      | CA Provence-Alpes Agglomération | 33,59            | 140 (2014)                        | 4,2                |
| Saint-Martin-lès-Seyne   | 04191      | CA Provence-Alpes Agglomération | 12,27            | 12 (2014)                         | 0,98               |
| Sainte-Croix-du-Verdon   | 04176      | CA Provence-Alpes Agglomération | 13,70            | 121 (2014)                        | 8,8                |
| Selonnet                 | 04203      | CA Provence-Alpes Agglomération | 29,55            | 438 (2014)                        | 15                 |
| Seyne                    | 04205      | CA Provence-Alpes Agglomération | 84,27            | 1 365 (2014)                      | 16                 |
| Thoard                   | 04217      | CA Provence-Alpes Agglomération | 43,69            | 728 (2014)                        | 17                 |
| Verdaches                | 04235      | CA Provence-Alpes Agglomération | 22,92            | 62 (2014)                         | 2,7                |
| Le Vernet                | 04237      | CA Provence-Alpes Agglomération | 23,05            | 130 (2014)                        | 5,6                |